# Timon tangitanus
El lagarto ocelado del Atlas (Timon tangitanus) es una especie de lagarto propio del noroeste África; puede llegar a los 70 cm de longitud total, es de color verde o moreno y presenta ocelos azules en el dorso. Durante décadas fue considerado como perteneciente al género Lacerta.